# Мороз Олександр («Козак»)
Мороз Олександр («Козак»; 1925, с. Перемилів Гусятинського р-ну Тернопільської обл. — 7 вересня 1948, с. Червоне Золочівського р-ну Львівської обл.) — лицар Бронзового хреста бойової заслуги УПА.

## Життєпис
Освіта — 5 класів народної школи. Командир 1-ї чоти сотні УПА «Дружинники» (поч. 1945 — 11.1945), командир сотні УПА «Дружинники» (11.1945 — весна 1946). Влітку 1946 р., після розформування відділів УПА, переведений на теренову роботу. Керівник кущового проводу ОУН у тодішньому Краснянському р-ні. Загинув у бою з оперативною групою МДБ. Старший вістун, старший булавний (1.01.1946), хорунжий (22.01.1946); відзначений Бронзовим хрестом бойової заслуги (9.09.1948).